# Regne de Boina
El Regne de Boina (també conegut com Iboina) va serun estat tradicional situat en el que ara és Madagascar. El regne s'estenia per part de l'antiga província de Mahajanga (actualment dividida entre les regions de Sofia, Boeny, Betsiboka i Melaky).
Aquest regne va ser fundat en 1690 pel rei Andriamandisoarivo. Es centrava al voltant de Boina Bay en el nord-oest de Madagascar. En algún moment després de 1832 va ser ocupat pel regne d'Imerina i annexionat a Madagascar en 1840. L'últim governant del regne va ser la reina Tsiomeko. Boina, al Nord-oest i Menabe i a l'Oest eren els regnes existents en el segle XVIII. El rei de Boina era quasi-diví, intercedint amb Déu i els ancestres. La terra li pertanyia. En l'extrem Nord de l'illa el regne de Antankarana va retre homenatge a Boina.
En el regne de Boina, la successió va passar a una nissaga de reines des dels voltants del 1780, i això sembla haver coincidit amb la influència estrangera que es va centrar en els comerciants àrabs i indis des de la fundació del port de Majunga (Mahajanga). A finals del segle xviii el regne s'havia reduït a una ciutat: el port de Fenoarivo. El rei Sakalava Andriontosoly del regne Boina en l'àrea de Majunga es va convertir a l'islam, i va fugir a les Comores quan va perdre el poder en 1825 després de la invasió del regne de Merina. A Majunga, hi havia un centre comercial explotat pels operadors islamitzats, el Antalotra, naturals d'Àfrica oriental o Comores. Boina va ser ocupada per les forces militars de Merina, especialment al llarg del riu Betsiboka i en la costa. En 1810 Andrianampoinimerina va ser succeït pel seu fill igualment ambiciós Radama I. Radama va desenvolupar un exèrcit molt organitzat i es va disposar a conquistar Boina (el principal regne Sakalava al Nord-oest de Madagascar) i els pobles Betsimisaraka a l'est. Les baralles internes dins de Boina varen coincidir amb el poder creixent dels seus rivals. El regne Boina havia començat a desintegrar-se després de la mort de la gran reina Ravahiny el 1808.

## Reis de Boina
- 1690-1720 Andriamandisoarivo (Tsimanata)
- 1720-1730 Andrianamboniarivo
- 1730-1760 Andriamahatindriarivo
- 1760-1767 Andrianahilitsy
- 1767-1770 Andrianiveniarivo
- 1770-1771 Andrianihoatra
- 1771-1777 Andrianikeniarivo
- 1777-1778 Andrianaginarivo
- 1778 Tombola
- 1778-1808 Ravahiny
- 1808-1822 Tsimalomo
- 1822-1832 Andriantsoly
- 1828-1836 Oantitsy
- 1836-1840 Tsiomeko